# Carrhotus
Carrhotus Thorell, 1891 è un genere di ragni appartenente alla famiglia Salticidae.

## Distribuzione
Le 27 specie oggi note di questo genere sono diffuse in Asia orientale e sudorientale; in varie località dell'Africa e della Regione paleartica. Una specie, la C. harringtoni, è endemica del Madagascar.
In Italia è stata reperita una sola specie di questo genere, la C. xanthogramma.

## Tassonomia
Questo genere è considerato un sinonimo anteriore di Eugasmia Simon, 1902 a seguito di uno studio dell'aracnologo Prószynski del 1984, per il trasferimento della specie tipo.
A dicembre 2010, si compone di 27 specie:
- Carrhotus aeneochelis Strand, 1907 — Giava
- Carrhotus affinis Caporiacco, 1934 — Libia
- Carrhotus albolineatus (C. L. Koch, 1846) — Giava
- Carrhotus barbatus (Karsch, 1880) — Filippine
- Carrhotus bellus Wanless, 1984 — Isole Seychelles
- Carrhotus catagraphus Jastrzebski, 1999 — Nepal
- Carrhotus coronatus (Simon, 1885) — Cina, dal Vietnam a Giava
- Carrhotus erus Jastrzebski, 1999 — Nepal
- Carrhotus harringtoni Prószynski, 1992 — Madagascar
- Carrhotus kamjeensis Jastrzebski, 1999 — Bhutan
- Carrhotus malayanus Prószynski, 1992 — Malaysia
- Carrhotus occidentalis (Denis, 1947) — Egitto
- Carrhotus olivaceus (Peckham & Peckham, 1907) — Borneo
- Carrhotus operosus Jastrzebski, 1999 — Nepal

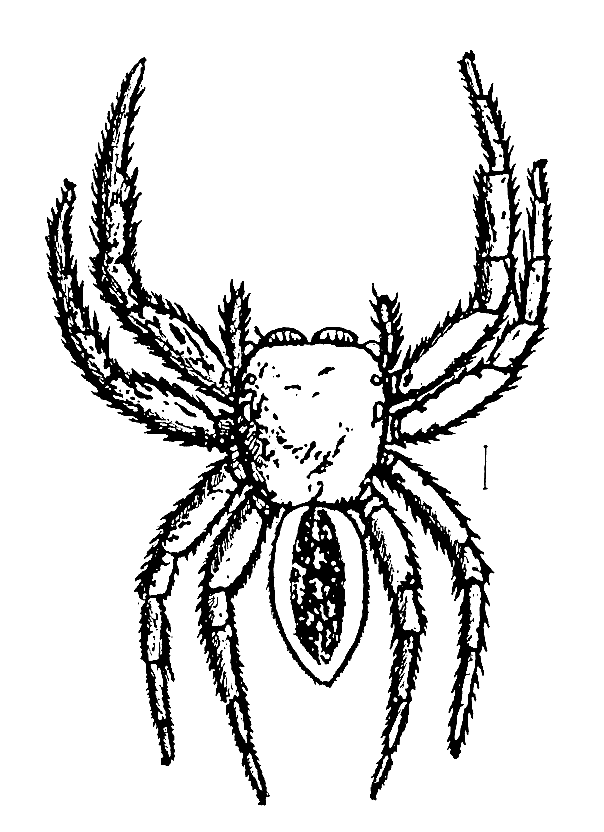
Carrhotus viduus, maschio, disegno

- Carrhotus pulchellus (Thorell, 1895) — Birmania
- Carrhotus samchiensis Jastrzebski, 1999 — Bhutan
- Carrhotus sannio (Thorell, 1877) — Isola Réunion, dall'India a Celebes
- Carrhotus s-bulbosus Jastrzebski, 2009 — Nepal
- Carrhotus scriptus Simon, 1902 — Gabon
- Carrhotus singularis Simon, 1902 — Sudafrica
- Carrhotus subaffinis Caporiacco, 1947 — Etiopia
- Carrhotus sufflavus Jastrzebski, 2009 — Bhutan
- Carrhotus sundaicus Prószynski & Deeleman-Reinhold, 2010 — Lombok
- Carrhotus taprobanicus Simon, 1902 — Sri Lanka
- Carrhotus tristis Thorell, 1895 — India, Birmania
- Carrhotus viduus (C. L. Koch, 1846)[3] — dall'India alla Cina, Giava
- Carrhotus xanthogramma (Latreille, 1819) — Regione paleartica (presente in Italia)

### Specie trasferite
- Carrhotus chlorophthalmus (Simon, 1909); trasferita al genere Lycidas
- Carrhotus oscitans (Pocock, 1898); trasferita al genere Bindax
- Carrhotus rufus Caporiacco, 1947; trasferita al genere Frigga
- Carrhotus semiaurantiacus Simon, 1910; trasferita al genere Dasycyptus